# منتخب السويد تحت 17 سنة لكرة القدم للسيدات
منتخب السويد تحت 17 سنة للسيدات لكرة القدم (بالسويدية: Sveriges U17-damlandslag i fotboll)‏ هو ممثل السويد الرسمي في المنافسات الدولية في كرة القدم في فئة كرة قدم تحت 17 سنة للسيدات، يديريه اتحاد السويد لكرة القدم.